# Technische Regeln für Betriebssicherheit
Die technischen Regeln für Betriebssicherheit (TRBS) geben den Stand der Technik, der Arbeitsmedizin und Hygiene entsprechende Regeln und sonstige gesicherte arbeitswissenschaftliche Erkenntnisse für
- die Bereitstellung der Arbeitsmittel,
- die Benutzung von Arbeitsmitteln und
- den Betrieb von überwachungsbedürftigen Anlagen

wieder. Sie werden vom Ausschuss für Betriebssicherheit ermittelt und im Gemeinsamen Ministerialblatt (GMBl.) bekanntgemacht. Früher wurden sie im Bundesarbeitsblatt bzw. im Bundesanzeiger veröffentlicht.
Die technischen Regeln für Betriebssicherheit konkretisieren die Betriebssicherheitsverordnung (BetrSichV) hinsichtlich der Ermittlung und Bewertung von Gefährdungen sowie der Ableitung von geeigneten Maßnahmen. Bei Anwendung der beispielhaft genannten Maßnahmen kann der Arbeitgeber insoweit die Vermutung der Einhaltung der Vorschriften der Betriebssicherheitsverordnung für sich geltend machen. Wählt der Arbeitgeber eine andere Lösung, hat er gleichwertige Erfüllung der Verordnung schriftlich nachzuweisen.

## Struktur der Technischen Regeln
- 1000er Reihe: Allgemein gültige Regeln
- 2000er Reihe: Gefährdungsbezogene Regeln
- 3000er Reihe: Spezifische Regeln für Arbeitsmittel, überwachungsbedürftige Anlagen oder Tätigkeiten

## Übersicht veröffentlichte TRBS
| TRBS   | Teil | Titel |
| 1000er |      | Allgemein gültige Regeln |
| 1001   | –    | Struktur und Anwendung der Technischen Regeln für Betriebssicherheit |
| 1111   | –    | Gefährdungsbeurteilung und sicherheitstechnische Bewertung |
| 1112   | –    | Instandhaltung |
| 1112   | 1    | Explosionsgefährdungen bei und durch Instandhaltungsarbeiten – Beurteilungen und Schutzmaßnahmen |
| 1115   | –    | Sicherheitsrelevante Mess-, Steuer- und Regeleinrichtungen |
| 1115   | 1    | Cybersicherheit für sicherheitsrelevante Mess-, Steuer- und Regeleinrichtungen |
| 1116   | –    | Qualifikation, Unterweisung und Beauftragung von Beschäftigten für die sichere Verwendung von Arbeitsmitteln |
| 1121   | –    | Änderungen und wesentliche Veränderungen von Aufzugsanlagen |
| 1122   | –    | Änderungen und wesentliche Veränderungen von Anlagen nach § 1 Abs. 2 Satz 1 Nr. 4 BetrSichV – Ermittlung der Prüf- und Erlaubnispflicht |
| 1123   | –    | Änderungen und wesentliche Veränderungen von Anlagen nach § 1 Abs. 2 Satz 1 Nr. 3 BetrSichV – Ermittlung der Prüfnotwendigkeit gemäß § 14 Abs. 1 und 2 BetrSichV                                                                              |
| 1151   | –    | Gefährdungen an der Schnittstelle Mensch – Arbeitsmittel, Ergonomische und menschliche Faktoren |
| 1201   | –    | Prüfungen von Arbeitsmitteln und überwachungsbedürftigen Anlagen |
| 1201   | 1    | Prüfung von Anlagen in explosionsgefährdeten Bereichen und Überprüfung von Arbeitsplätzen in explosionsgefährdeten Bereichen |
| 1201   | 2    | Prüfungen bei Gefährdungen durch Dampf und Druck |
| 1201   | 4    | Prüfung von überwachungsbedürftigen Anlagen – Prüfung von Aufzugsanlagen |
| 1201   | 5    | Prüfung von Lageranlagen, Füllstellen, Tankstellen und Flugbetankungsanlagen, soweit entzündliche, leichtentzündliche oder hochentzündliche Flüssigkeiten gelagert oder abgefüllt werden, hinsichtlich Gefährdungen durch Brand und Explosion |
| 1203   | –    | Befähigte Personen – Allgemeine Anforderungen |
| 1203   | 1    | Befähigte Personen – Besondere Anforderungen – Explosionsgefährdungen – am 12. Mai 2010 in TRBS 1203 integriert |
| 1203   | 2    | Befähigte Personen – Besondere Anforderungen – Druckgefährdungen – am 12. Mai 2010 in TRBS 1203 integriert |
| 1203   | 3    | Befähigte Personen – Besondere Anforderungen – Elektrische Gefährdungen – am 12. Mai 2010 in TRBS 1203 integriert |
| 2000er |      | Gefährdungsbezogene Regeln |
| 2111   | –    | Mechanische Gefährdungen – Allgemeine Anforderungen |
| 2111   | 1    | Mechanische Gefährdungen – Maßnahmen zum Schutz vor kontrolliert bewegten ungeschützten Teilen |
| 2111   | 2    | Mechanische Gefährdungen – Maßnahmen zum Schutz vor unkontrolliert bewegten Teilen |
| 2111   | 3    | Mechanische Gefährdungen – Maßnahmen zum Schutz vor gefährlichen Oberflächen |
| 2111   | 4    | Mechanische Gefährdungen – Maßnahmen zum Schutz vor Gefährdungen durch mobile Arbeitsmittel |
| 2121   | –    | Gefährdung von Personen durch Absturz – Allgemeine Anforderungen |
| 2131   | –    | Elektrische Gefährdungen – am 16. Juli 2010 aufgehoben |
| 2141   | –    | Gefährdungen durch Dampf und Druck – Allgemeine Anforderungen |
| 2141   | 1    | Versagen der drucktragenden Wandung durch Abweichen von zulässigen Betriebsparametern |
| 2152   | –    | Gefährliche explosionsfähige Atmosphäre – Allgemeines |
| 2152   | 1    | Gefährliche explosionsfähige Atmosphäre – Beurteilung der Explosionsgefährdung |
| 2152   | 2    | Vermeidung oder Einschränkung gefährlicher explosionsfähiger Atmosphäre |
| 2152   | 3    | Gefährliche explosionsfähige Atmosphäre – Vermeidung der Entzündung gefährlicher explosionsfähiger Atmosphäre |
| 2152   | 4    | Maßnahmen des konstruktiven Explosionsschutzes, welche die Auswirkung einer Explosion auf ein unbedenkliches Maß beschränken |
| 2181   | –    | Schutz vor Gefährdungen beim Eingeschlossensein in Personenaufnahmemitteln |
| 2210   | –    | Gefährdungen durch Wechselwirkungen |
| 3000er |      | Spezifische Regeln für Arbeitsmittel, überwachungsbedürftige Anlagen oder Tätigkeiten |
| 3121   | –    | Betrieb von Aufzugsanlagen |
| 3151   | –    | Vermeidung von Brand-, Explosions- und Druckgefährdungen an Tankstellen und Gasfüllanlagen zur Befüllung von Landfahrzeugen |